# Sarpsborg 08 FF
Sarpsborg 08 Fotballforening is een Noorse voetbalclub uit Sarpsborg in de provincie Østfold. De club komt sinds 2013 uit in de Eliteserien, het hoogste niveau in Noorwegen. De traditionele kleuren van de vereniging zijn blauw-wit. Aartsrivaal is Fredrikstad FK. 

## Geschiedenis
In 2000 kwam de club als FF Sarpsborg tot stand na een fusie tussen zestien verenigingen in en rondom Sarpsborg, met als doel een team te formeren dat kon wedijveren in de top van het Noorse voetbal. In 2007 trad het eerste elftal van de laatste grote, en rivaliserende, club in het district, Sarpsborg FK, tot de fusieclub toe. Tegelijkertijd werd het tenue gewijzigd en de naam veranderd in FK Sparta Sarpsborg, terug verwijzend naar de oude club IL Sparta. Voor het seizoen 2009 werd andermaal een nieuwe naam aangenomen: Sarpsborg 08 FF. 
In 2010 eindigde de club op de tweede plaats in de 1. divisjon en zo kon de fusieclub voor het eerst promoveren naar de Eliteserien, de hoogste voetbaldivisie. Na een jaar degradeerden de blauw-witten, maar ze konden in 2012 direct terugkeren.

### IL Sparta
De voetbalclub IL Sparta Sarpsborg werd in 1928 opgericht. De club speelde in totaal tien seizoenen op het hoogste niveau, de succesvolste periode was tussen 1949 en 1955, toen zeven opeenvolgende seizoenen in de hoogste klasse werden doorgebracht. In 2000 fuseerde de club tot FF Sarpsborg.

## Erelijst
- Beker van Noorwegen

Winnaar: 1952 (als IL Sparta)
Finalist: 2017

## Overzichtslijsten

### Eindklasseringen vanaf 2008
| 10 |

| 5 |

| 2 |

| 16 |

| 2 |

| 14 |

| 8 |

| 11 |

| 6 |

| 3 |

| 8 |

| 12 |

| 12 |

| 8 |

| 8 |

| 8 |

| 9 |

| Niveau 1 | Niveau 2 |

De Noorse divisjons hebben in de loop der jaren diverse namen gekend, zie:  Eliteserien#Geschiedenis, 1. divisjon#Naamsveranderingen, 2. Divisjon.

### Seizoensresultaten vanaf 2008
| Seizoen | №  | Clubs | Divisie     | Duels | Winst | Gelijk | Verlies | Doelsaldo | Punten | Tsch  |
| ------- | -- | ----- | ----------- | ----- | ----- | ------ | ------- | --------- | ------ | ----- |
| 2008    | 10 | 16    | 1. divisjon | 30    | 10    | 7      | 13      | 45–43     | 37     | 855   |
| 2009    | 5  | 16    | 1. divisjon | 30    | 15    | 5      | 10      | 47–38     | 54     | 1.162 |
| 2010    | 2  | 15    | 1. divisjon | 28    | 16    | 6      | 6       | 54–36     | 54     | 2.547 |
| 2011    | 16 | 16    | Eliteserien | 30    | 5     | 6      | 19      | 31–65     | 21     | 3.819 |
| 2012    | 2  | 16    | 1. divisjon | 30    | 19    | 6      | 5       | 73–43     | 63     | 2.610 |
| 2013    | 14 | 16    | Eliteserien | 30    | 8     | 7      | 15      | 40–58     | 27     | 3.690 |
| 2014    | 8  | 16    | Eliteserien | 30    | 10    | 10     | 10      | 41–48     | 40     | 3.946 |
| 2015    | 11 | 16    | Eliteserien | 30    | 8     | 10     | 12      | 37–49     | 34     | 3.871 |
| 2016    | 6  | 16    | Eliteserien | 30    | 12    | 9      | 9       | 35–37     | 45     | 3.876 |
| 2017    | 3  | 16    | Eliteserien | 30    | 13    | 12     | 5       | 50–36     | 51     | 4.690 |
| 2018    | 8  | 16    | Eliteserien | 30    | 11    | 8      | 11      | 46–39     | 41     | 4.987 |
| 2019    | 12 | 16    | Eliteserien | 30    | 5     | 15     | 10      | 30–40     | 30     | 5.526 |
| 2020    | 12 | 16    | Eliteserien | 30    | 8     | 8      | 14      | 33–43     | 32     | 200   |
| 2021    | 8  | 16    | Eliteserien | 30    | 11    | 6      | 13      | 39–44     | 39     | 2.777 |
| 2022    | 8  | 16    | Eliteserien | 30    | 12    | 5      | 13      | 57-54     | 41     | 4.764 |
| 2023    | 8  | 16    | Eliteserien | 30    | 12    | 5      | 13      | 55-52     | 41     | 4.932 |
| 2024    | 9  | 16    | Eliteserien | 30    | 10    | 7      | 13      | 43-55     | 37     |       |

### In Europa
#Q = #kwalificatieronde, PO=Play Offs, Groep = groepsfase, T/U = Thuis/Uit, W = Wedstrijd, PUC = punten UEFA coëfficiënten .
Uitslagen vanuit gezichtspunt Sarpsborg 08 FF
| Seizoen                                                    | Competitie    | Ronde        | Land                 | Club                | Totaalscore | 1e W    | 2e W    | PUC |
| ---------------------------------------------------------- | ------------- | ------------ | -------------------- | ------------------- | ----------- | ------- | ------- | --- |
| 2018/19                                                    | Europa League | 1Q           | Vlag van IJsland     | ÍB Vestmannaeyja    | 6-0         | 4-0 (U) | 2-0 (T) | 9.5 |
|                                                            |               | 2Q           | Vlag van Zwitserland | FC St. Gallen       | 2-2 u       | 1-2 (U) | 1-0 (T) | 9.5 |
|                                                            |               | 3Q           | Vlag van Kroatië     | HNK Rijeka          | 2-1         | 1-1 (T) | 1-0 (U) | 9.5 |
|                                                            |               | PO           | Vlag van Israël      | Maccabi Tel Aviv FC | 4-3         | 3-1 (T) | 1-2 (U) | 9.5 |
|                                                            |               | Groep I      | Vlag van Turkije     | Beşiktaş JK         | 3-6         | 1-3 (U) | 2-3 (T) | 9.5 |
|                                                            |               | Groep I      | Vlag van België      | Racing Genk         | 3-5         | 3-1 (T) | 0-4 (U) | 9.5 |
|                                                            |               | Groep I (4e) | Vlag van Zweden      | Malmö FF            | 2-2         | 1-1 (T) | 1-1 (U) | 9.5 |
| Totaal aantal behaalde punten voor UEFA coëfficiënten: 9.5 |               |              |                      |                     |             |         |         |     |

Zie ook:
- Deelnemers UEFA-toernooien Noorwegen
- Ranglijst van alle clubs die in de diverse Europa Cups zijn uitgekomen

## Bekende (oud-)spelers
- Mohamed Elyounoussi (2010-13)
- Jérémy Berthod (2013-2015)
- Steffen Ernemann (2013)
- Oliver Feldballe (2014-2015)
- Henrik Ojamaa (2015)
- Barry Maguire (2015-2016)
- Harmeet Singh (2018-2019)
- Jørgen Strand Larsen (2017-2020)
- Nicolai Næss (2019-
- Guillermo Molins (2020-
- Mohamed Ofkir (2020-
- Krépin Diatta (2017)
- Kyle Lafferty (2019)